# Lacón
Il lacón (dal latino lacca) è uno dei prodotti derivati dal maiale. Proviene dalle estremità anteriori dell'animale e, principalmente, si utilizzano animali delle razze Celtica, Large White, Landrace e Duroc.

## Caratteristiche generali
Si macella il maiale di almeno sei mesi e solo dopo che abbia raggiunto i 90 chili di peso. Le zampe anteriori sono sottoposte a un processo di elaborazione simile a quello che si applica al prosciutto crudo stagionato, ma più breve, che si completa in 35 giorni di durata e consta delle seguenti tappe: salatura del pezzo, lavaggio per eliminare i residui di sale, riposo, asciugatura o stagionatura. Mediante questo processo, gli arti anteriori del maiale sono trasformati in lacones stagionati. Nella preparazione dei lacones non è permesso applicare processi di affumicatura, giacché si perderebbero le caratteristiche organolettiche proprie del prodotto.
Prendendo come modello il lacón galiziano, il lacón presenta una forma arrotondata con i bordi ben delineati e mantiene tutte le parti della zampa del maiale tranne la scapola, e include anche la pelle e l'unghia. Il suo peso oscilla tra i tre e i cinque chili e mezzo. Il grasso, di consistenza untosa, è di colore bianco o giallastro e contribuisce all'aroma e al sapore caratteristico del pezzo. La massa di carne è rosata, di aroma soave e leggermente salata.
Secondo il tipo di mangime con cui è stato nutrito il maiale, si riconoscono due tipi di lacón galiziano:
- Tradizionale
Si caratterizza per la provenienza da maiali che negli ultimi tre mesi di vita sono stati alimentati solamente con cereali, castagne, tuberi e ghiande;
- Lacón Galiziano normale
Proviene da maiali la cui alimentazione si basa su materie prime autorizzate e controllate dal Consejo Regulador de la Denominación Específica.[1]

## Caratteristiche nutrizionali

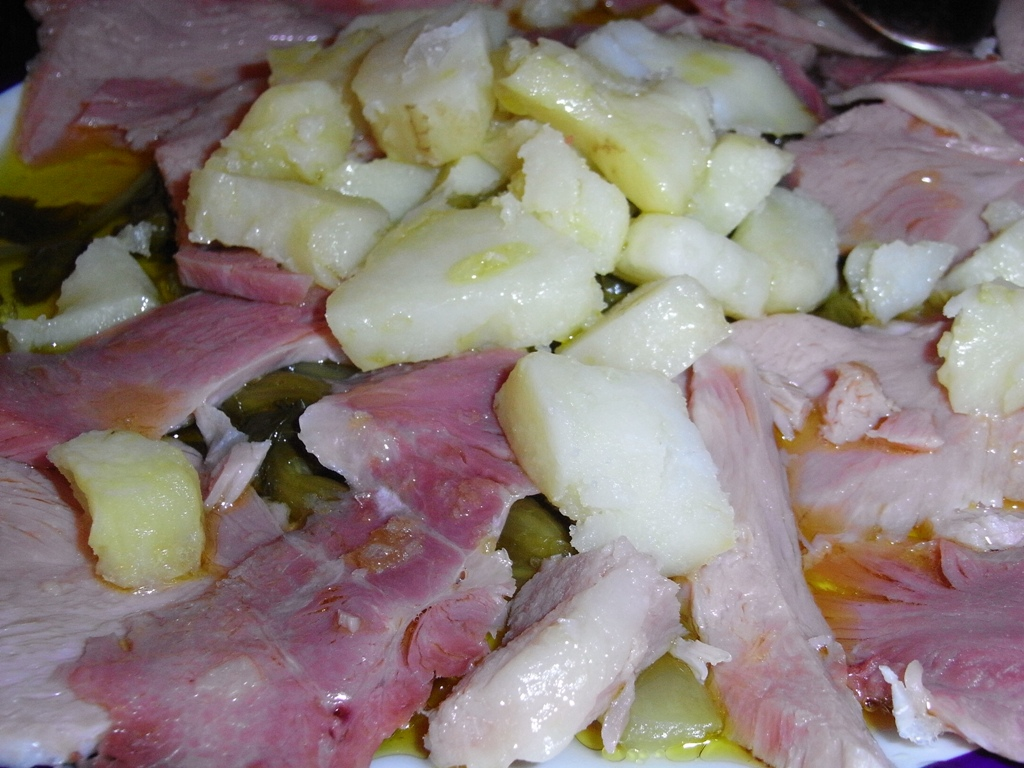
Lacón con patate e cime di rapa.

Per quanto riguarda le sue caratteristiche nutrizionali, il lacón costituisce una buona fonte di proteine di alto valore biologico. La sua composizione nutrizionale è simile a quella della paletilla, e similarmente presenta più grasso (intorno al 20%) e meno proteine rispetto al prosciutto crudo stagionato. La carne di maiale in generale è una fonte importante di vitamine del gruppo B, tranne che di acido folico. Oltretutto, è la carne che contiene la minore quantità di basi azotate, sostanze che si metabolizzano in acido urico. Il suo apporto calorico è di 350 calorie x 100 grammi.